# Wolodymyr Jeltschenko

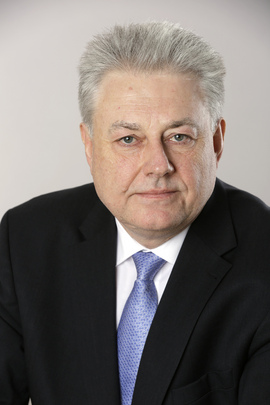
Wolodymyr Jeltschenko (2015)

Wolodymyr Jurijowytsch Jeltschenko (ukrainisch Володимир Юрійович Єльченко; * 27. Juni 1959 in Kiew, Ukrainische SSR) ist ein ukrainischer Diplomat. Zwischen Dezember 2015 und Dezember 2019 an war er Ständiger Vertreter der Ukraine bei den Vereinten Nationen und zwischen Dezember 2019 und Februar 2021 war er außerordentlicher und bevollmächtigter Botschafter der Ukraine in den Vereinigten Staaten.

## Biographie
Wolodymyr Jeltschenko ist der Sohn von Jurij Jeltschenko, Kulturminister der Ukrainischen SSR 1971–1973. Er studierte an der Fakultät für Internationale Beziehungen und Völkerrecht der Nationalen Taras-Schewtschenko-Universität in Kiew und ist seit 1981 im diplomatischen Dienst des Ministeriums für Auswärtige Angelegenheiten der Ukraine tätig. Von 1997 bis zum Jahr 2000 war er Ständiger Vertreter der Ukraine bei den Vereinten Nationen und von 2005 bis 2006 ukrainischer Botschafter in Österreich.
Jeltschenko war vom 2. Juli 2010 an durch ein Dekret des ukrainischen Präsidenten Wiktor Janukowytsch in Nachfolge von Kostjantyn Hryschtschenko akkreditierter Botschafter der Ukraine in Russland. Das Amt hatte er bis zum 9. Dezember 2015 inne und wurde am gleichen Tag zum Ständigen Vertreter der Ukraine bei den Vereinten Nationen ernannt.
Vom 18. Dezember 2019 bis zum 25. Februar 2021 war er Botschafter der Ukraine in den Vereinigten Staaten.